# Little Man Tate
Little Man Tate war eine nach dem gleichnamigen Kinofilm benannte, zuletzt vierköpfige Indie-Rockband aus Sheffield, England, die von 2005 bis 2009 existierte. 2020 formierte sie sich neu.

## Bandgeschichte
Die Band spielte zunächst unter dem Namen Carousel Moon, später nannte sie sich schlicht Moon. Für kurze Zeit präsentierten sie sich auch als Lazy Eye. Dadurch verlor die Band einen Teil ihrer Fangemeinde, der die ständigen Namensänderungen einfach nicht mitbekam. Nach ihrer Neugründung im Jahr 2005 erlangte die Gruppe um Gitarrist Edward "Maz" Marriott mit Hilfe des Internet-Netzwerkes myspace.com und ihres eigenen Internet-Forums erstmals auch überregionale Bekanntheit.
Im März 2006 unterschrieben sie einen Plattenvertrag beim britischen Indie-Label V2 Records und veröffentlichten seitdem fünf Singles und EPs. Am 29. Januar 2007 erschien ihr Debütalbum About What You Know, dessen Songs von eingängigen Melodien und aus dem Leben gegriffenen Texten geprägt ist. Ihre zwei bisher erfolgreichsten Singles sind die Titel Man I Hate Your Band und What? What You Got?, wobei letzteres nicht auf dem LP vorzufinden ist. Vier ihrer fünf Singleveröffentlichungen landeten auf Anhieb in den britischen Top 75 Charts.